# Radosław Bielecki
Radosław Jan Bielecki (ur. 15 września 1978 w Lidzbarku Warmińskim) – polski artysta kabaretowy, dziennikarz i filmowiec.

## Życiorys
Z wykształcenia dziennikarz. Pracował m.in. w Radiu Sfera, Radiu Gra, „Gazecie Olsztyńskiej” i „Gazecie Lidzbarskiej”. Współtwórca kabaretu Snobów, od 2008 członek kabaretu Neo-Nówka. Były wokalista lidzbarskiego zespołu Pulsar. Żonaty.

## Filmografia
- 2006: Paczka
- 2006: Gemini
- 2007: Mamuśki – członek kapeli (odc. 8)
- 2008: Kocioł – Rysiek